# Walter Stampfli
Walter Stampfli ( 3 de Dezembro de 1884 - 11 de Outubro de 1965) foi um político da Suíça.

## Vida
Foi eleito para o Conselho Federal em 18 de julho de 1940 e entregue em 31 de dezembro de 1947. Estava filiado ao Partido Democrático Livre (FDP / PRD).
Durante seu mandato, ele foi responsável pelo Departamento Federal de Assuntos Econômicos e foi Presidente da Confederação em 1944.
Entre 1921 e 1940, trabalhou na gestão de Ludwig von Rollschen Eisenwerke. Em 1922, ele presidiu o parlamento do cantão de Solothurn. Entre 1930 e 1940, Stampfli foi membro do Conselho Nacional Suíço.
Stampfli era cidadão de Aeschi.